# エル・サント
エル・サント（西: El Santo、1917年9月23日 - 1984年2月5日）は、メキシコのプロレスラー、元俳優。本名はロドルフォ・グスマン・ウエルタ（Rodolfo Guzmán Huerta）。 白銀のマスクマン（）というニックネームでも知られた。リングネームの「エル・サント」は、スペイン語で「聖人」を意味する。
ラテンアメリカで最も著名なルチャドール（プロレスラー）であり、メキシコでは伝説的存在として語り継がれている。彼のプロレス界におけるキャリアは40年近くにもわたり、その存在はルチャリブレ（メキシコのプロレス）の枠を飛び越え、人々のヒーロー的存在にまでなった。コミックや映画の主人公でヒーローを演じ、特に後者は彼の人気と神話の形成においてルチャリブレ以上の貢献を果たした。
2018年には、WWE殿堂のレガシー部門に入賞した。

## 生い立ち

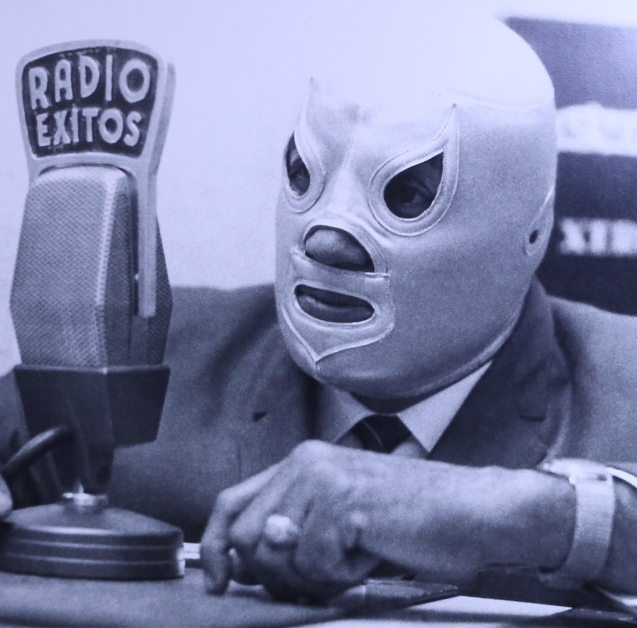
エル・サント（1960年代）

1917年9月23日、ロドルフォ・グスマン・ウエルタはイダルゴ州トゥランシンゴにおいて、ヘスス・グスマン・カンプサーノとホセフィーナ・ウエルタ・デ・グスマンとの間に7人兄弟の5番目として生まれた。1920年代にメキシコシティのテピート地区に移住した。野球とアメリカンフットボールに親しんだのちルチャリブレに興味を持ち、柔術とグレコローマンレスリングを学んだ。
ルチャドールとしてデビューした日付については、いまだ正確には定まっていない。1934年6月28日アレナ・パラルビージョ・コスメルでの試合（本名使用）がそうだと主張する者もいれば、1935年メキシコシティのデポルティーボ・イスラスにおいてであるとする説もある。ともかく1930年にはすでにレスラーとしての位置を確立しており、ルディ・グスマン、エル・オンブレ・ロホ、エル・エンマスカラード、エル・デモニオ・ネグロ、エル・ムルシエラゴ・セグンドといったリングネームを使用していた。最後のリングネームは当時有名だったレスラー、ムルシエラゴ（「蝙蝠」の意）からの借用であり、ムルシエラゴ本人の異議申し立てにより、メキシコボクシング・ルチャ委員会はグスマンが「ムルシエラゴ」のリングネームを使用することを禁じた。

## スターへの道
1940年代はじめに、グスマンはマリア・デ・ロス・アンヘレス・ロドリゲス・モンターニョと結婚し、その後10人の子をもうける。そのうちの一人が、のちに父と同じくルチャリブレの道において輝かしい成功を収めることになるエル・イホ・デル・サントである。
1942年、トレーナーであったヘスス・ロメリ（Jesús Lomelí）が新団体を設立するにあたって、彼に参加を呼びかけた。ヘススは彼に3つのリングネーム候補を挙げた。エル・サント（聖人）、エル・ディアブロ（悪魔）、エル・アンヘル（天使）の3つの中からロドルフォが選択したのは、最初の候補だった。こうして同年6月26日、アレナ・メヒコにおいて、「エル・サント」が誕生することとなった。デビュー当初は悪役（ルード）側で戦っていたが、のちに善玉（テクニコ）側へと転身した。新しいリングネームのもと自分自身のスタイル、敏捷さ、技のバラエティに磨きをかけ、その名声を高めていった。

## 偶像への道
1950年代になると、ホセ・グアダルーペ・クルスという芸術家兼編集者が、サントの漫画を出版するようになる。サントはその中でメキシコの歴史における最高のルチャドールとされ、彼に比肩しうるのは伝説の人物、カリマンだけであった。1950年代後半、プロレスラー兼俳優フェルナンド・オセスの誘いによって、サントは映画界へと足を踏み入れることになる。とはいえ、ルチャドールとしての活動を打ち切ることのない、二足の草蛙状態での俳優活動であった。こうして、映画俳優サントのデビュー作『サント対悪の頭脳』、『サント対地獄人間』が完成した。両作とも1958年公開、脚本はフェルナンド・オセスとエンリケ・サンブラーノ、監督はホセリート・ロドリゲスである。ちなみにこれら2作の撮影はキューバで行われ、撮影が終了したのは、フィデル・カストロがハバナ入りし、キューバ革命の勝利を宣言した前日のことであった。

## 家族
兄弟にブラック・グズマン、パンテラ・ネグラ、ジミー・グズマンがいる。実子にエル・イホ・デル・サントがいる。孫はイホデルサントの実子ニエト・デル・サント。イホデルサント以外の子どもの子としてCMLLなどで活躍するアクセルがいる。
2013年3月7日、エル・イホ・デル・サントの息子で孫のニエト・デル・サントがプロレスリング・ノアに留学したことが発表された。
2025年 エル・イホ・デル・サントの引退ツアーに孫のニエトデルサントが参加。

## 獲得タイトル

### Comisión de Box y Lucha Libre de México, D.F.
NWA世界ウェルター級王座
1. 1943年2月21日、対シクロン・ベロス（Ciclón Veloz）戦にて（註：1993年10月、WWAによるものではあるがエル・イホ・デル・サントも同名のタイトルを奪取）

NWAミドル級世界王座
1. 1943年3月19日、対ヘスス・"ムルシエラゴ（蝙蝠）"ベラスケス （Jesús "Murciélago" Velásquez）戦にて
2. 1946年5月31日、対タフィ・トゥルースデル（Tuffy Truesdel）戦にて
3. 1956年9月14日
4. 1963年6月28日（註：サントの兄であるブラック・グスマンも、同タイトルを1941年に獲得。エル・イホ・デル・サントもやはり、1996年に同タイトルを獲得している）

UWAライト級世界王座
サントはライト級であったことはなく、この王座を獲得することはなかった。息子であるエル・イホ・デル・サントが、クアトロ・カミーノス闘牛場におけるネグロ・カサス戦において同タイトルを獲得することとなる。

### Asociación Nacional de Lucha
ウェルター級王座
1. 1946年5月13日、対ペテ・パンコ（Pete Panco）戦にて

世界ミドル級チャンピオン
1. 1954年1月1日

（註：兄ブラック・グスマンも、1941年12月に同タイトルを獲得）

### WWE
- WWE殿堂（レガシー部門） : 2018年

## 出演映画
| 年   | 映画                                                                 | 翻訳                                                 | ノート                                      |
| ---- | -------------------------------------------------------------------- | ---------------------------------------------------- | ------------------------------------------- |
| 1958 | Santo contra el Cerebro del Mal (Cerebro del Mal)                    | 『サント対悪の頭脳』                                 | キューバとの共同製作                        |
| 1958 | Santo contra los hombres infernales (Cargamento blanco)              | 『サント対地獄人間』                                 | キューバとの共同製作                        |
| 1961 | Santo contra los zombis                                              | 『サント VS ゾンビ』                                 |                                             |
| 1961 | Santo contra el Rey del Crimen                                       | 『サント対犯罪王』                                   |                                             |
| 1961 | Santo en el hotel de la muerte                                       |                                                      |                                             |
| 1961 | Santo contra el cerebro diabólico                                    |                                                      |                                             |
| 1962 | Santo contra las mujeres vampiro                                     | 『サント VS 吸血鬼女』                               |                                             |
| 1963 | Santo en el museo de cera                                            |                                                      |                                             |
| 1963 | Santo contra el estrangulador                                        | 『サント対絞殺者』                                   |                                             |
| 1963 | Santo contra el espectro                                             | 『サント対悪霊』                                     |                                             |
| 1964 | Blue Demon contra el poder satánico                                  | 『ブルー・デモン対悪魔の力』                         | カメオ出演                                  |
| 1964 | El hacha diabólica                                                   | 『悪魔の斧』                                         |                                             |
| 1964 | Atacan las brujas                                                    |                                                      |                                             |
| 1965 | Profanadores de tumbas (Los traficantes de la muerte)                |                                                      |                                             |
| 1965 | El barón Brákola                                                     | 『ブラーコラ男爵』                                   | 三つのエピソード                            |
| 1966 | Santo, el Enmascarado de Plata contra la invasión de los marcianos   | 『白銀のマスクマン、サント対火星人の侵入』           |                                             |
| 1966 | Santo, el Enmascarado de Plata contra los villanos del ring          | 『白銀のマスクマン、サント対リングの悪徒』           |                                             |
| 1966 | Operación 67                                                         |                                                      |                                             |
| 1966 | El tesoro de Moctezuma                                               | 『モクテスマの秘宝』                                 |                                             |
| 1968 | Santo en el tesoro de Drácula (El tesoro de Drácula)                 |                                                      |                                             |
| 1968 | Santo contra Capulina                                                |                                                      |                                             |
| 1969 | Santo contra Blue Demon en la Atlántida                              |                                                      |                                             |
| 1969 | Santo y Blue Demon contra los monstruos                              |                                                      |                                             |
| 1969 | El mundo de los muertos                                              | 『死者の世界』                                       | 白銀の仮面の騎士/白銀のマスクマン－サント役 |
| 1969 | Santo vs. los cazadores de cabezas                                   | 『サント対首狩り人』                                 |                                             |
| 1969 | Santo frente a la muerte                                             |                                                      | コロンビア・スペインとの共同製作            |
| 1970 | Santo en la venganza de las mujeres vampiro                          |                                                      |                                             |
| 1970 | Santo contra los jinetes del terror                                  | 『サント対恐怖の騎手達』                             | 製作者                                      |
| 1970 | Santo contra la mafia del vicio                                      | 『サント対悪徳のマフィア』                           |                                             |
| 1970 | Santo en la venganza de la momia                                     |                                                      | 製作者                                      |
| 1970 | Santo en la frontera del terror                                      |                                                      |                                             |
| 1971 | Santo contra los asesinos de otros mundos (Asesinos de otros mundos) | 『サント対異星からの暗殺者』                         |                                             |
| 1971 | Santo y el águila real (El águila real)                              | 『サントとイヌワシ』                                 |                                             |
| 1971 | Misión suicida                                                       |                                                      |                                             |
| 1971 | Santo vs. la hija de Frankenstein                                    | 『サント対フランケンシュタインの娘』                 | 製作者                                      |
| 1972 | Santo contra la magia negra                                          | 『サント対黒魔術』                                   | ハイチとの共同製作                          |
| 1972 | Santo y Blue Demon contra Drácula y el hombre lobo                   | 『サントとブルー・デモン対ドラキュラと狼男』         | 製作者                                      |
| 1972 | Las bestias del terror                                               | 『恐怖の獣たち』                                     |                                             |
| 1972 | Anónimo mortal                                                       |                                                      |                                             |
| 1972 | Santo contra los secuestradores                                      | 『サント対誘拐犯人』                                 | エクアドルとの共同製作                      |
| 1972 | Santo vs. las lobas                                                  | 『サント対狼女たち』                                 |                                             |
| 1973 | Santo y Blue Demon contra el doctor Frankestein                      | 『サントとブルー・デモン対フランケンシュタイン博士』 |                                             |
| 1973 | Santo contra el doctor Muerte                                        |                                                      | スペインとの共同製作                        |
| 1974 | La venganza de La Llorona                                            |                                                      | 製作者                                      |
| 1974 | Santo en el misterio de la perla negra                               |                                                      | コロンビア・スペインとの共同製作            |
| 1975 | Santo en oro negro                                                   |                                                      | プエルトリコとの共同製作                    |
| 1976 | México de mis amores                                                 |                                                      | ドキュメンタリー                            |
| 1977 | Misterio en las Bermudas                                             |                                                      |                                             |
| 1979 | Santo en la frontera del terror                                      |                                                      |                                             |
| 1981 | Santo contra el asesino de la televisión                             |                                                      |                                             |
| 1981 | Chanoc y el hijo del Santo contra los vampiros asesinos              |                                                      | カメオ出演                                  |
| 1982 | El puño de la muerte                                                 | 『死の拳』                                           |                                             |
| 1982 | La furia de los karatecas                                            |                                                      |                                             |
| 2017 | coco                                                                 | リメンバー・ミー                                     |                                             |